# Salinitet zemljišta
Salinitet zemljišta je sadržaj soli u zemljištu; proces povećanja sadržaja soli poznat je kao salinizacija. Soli se prirodno javljaju u zemljištu i vodi. Zaslađivanje može biti uzrokovano prirodnim procesima kao što je trošenje minerala ili postepeno povlačenje okeana. Takođe može nastati kroz veštačke procese kao što su navodnjavanje i so na putevima.

## Natrijumska tla
Kada preovlađuje Na+ (natrijum), zemljište može postati natrijumsko. pH vrednosti natrijumskog zemljišta može biti kisela, neutralna ili alkalna.
Natrijumska tla predstavljaju posebne izazove, jer imaju tendenciju da budu veoma loše strukture koja ograničava ili sprečava infiltraciju i drenažu vode. Ona imaju tendenciju da akumuliraju određene elemente poput bora i molibdena u zoni korena na nivoima koji mogu biti toksični za biljke. Najčešće jedinjenje koje se koristi za rekultivaciju natrijumskog zemljišta je gips, a pojedine biljke koje su tolerantne na toksičnost soli i jona mogu predstavljati strategije za poboljšanje tla.
Izraz „natrijumsko tlo” se ponekad neprecizno koristi. On se naizmenično koristi sa terminom alkalno zemljište, koji se koristi u dva značenja: 1) zemljište sa pH većim od 8,2, 2) zemljište sa izmenljivim sadržajem natrijuma iznad 15% kapaciteta razmene. Termin „alkalno zemljište“ se često, ali ne uvek, koristi za zemljišta koja ispunjavaju obe ove karakteristike.

## Spoljašnje veze
- Article on water and salt balances in the soil
- Download leaching model for saline soils
- Salt of the Earth Documentary produced by Prairie Public Television